# Allocasuarina
Genre
Classification APG III (2009)

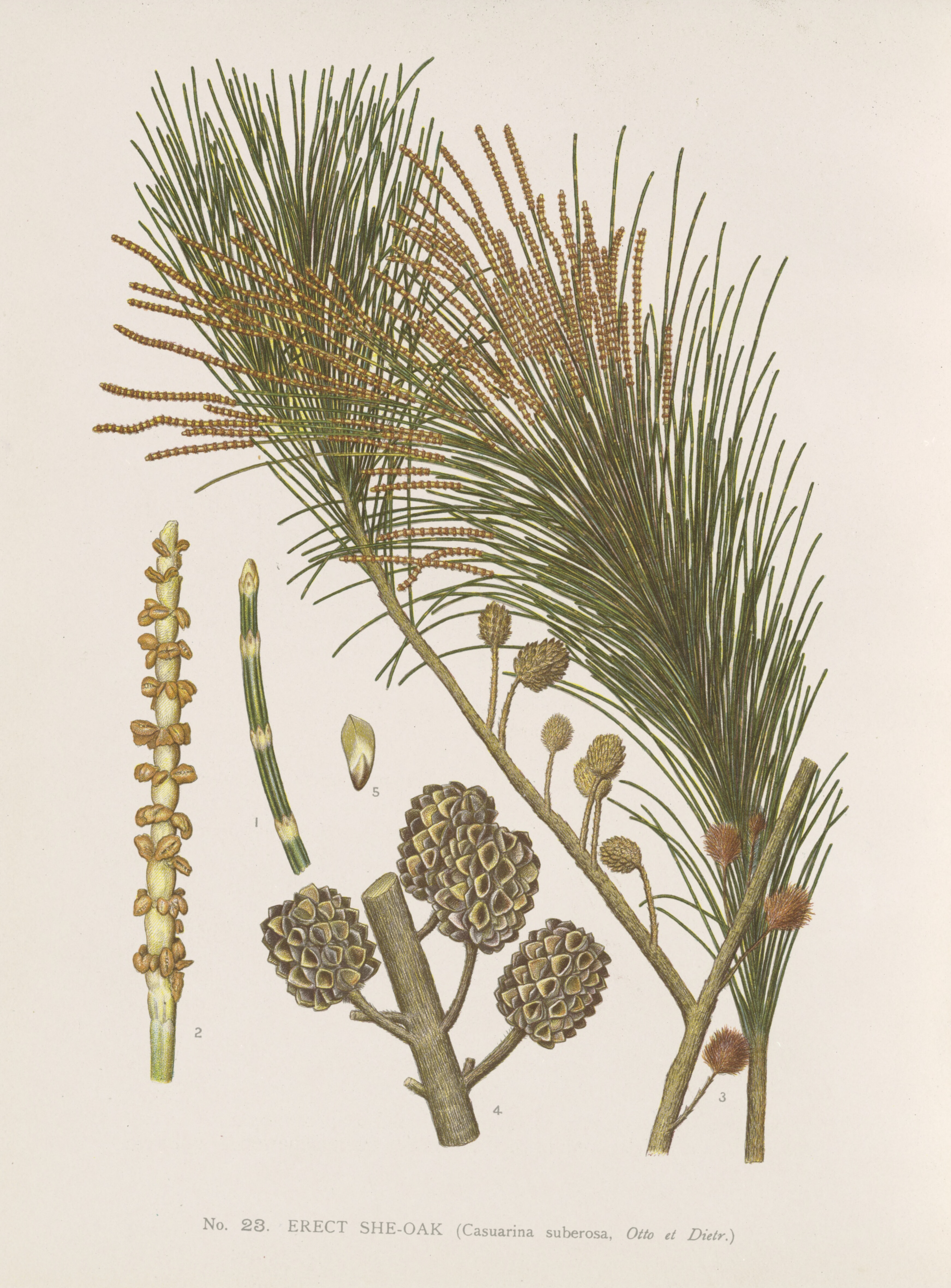
Dessin dAllocasuarina littoralis.

Allocasuarina est un genre de plante de la famille des Casuarinaceae.
Ce sont des arbres endémiques en Australie où on les trouve surtout dans le sud du pays. Comme le genre étroitement apparenté Casuarina, ils sont communément appelés filaos ou  chênes-femelles (she-oaks). Ils sont remarquables par leurs longues ramilles segmentées  qui fonctionnent comme des feuilles. Appelées cladodes, ces ramilles ressemblent un peu à des aiguilles de pin, bien que ce soit en fait des plantes à fleurs. Les feuilles sont réduites à de minuscules écailles entourant chaque nœud. Sur le sol, les cladodes forment après leur chute un tapis  dense et doux empêchant le développement de sous-bois. 
Une autre caractéristique sont les fruits, des "cônes", de la taille d'un gland, mais avec une texture qui ressemble davantage à un cône de conifère. Toutefois, ces "cônes" sont en fait  des fruits ligneux. 
Comme pour les légumineuses, les racines possèdent des nodules contenant des bactéries symbiotiques fixatrices d'azote, et avec leur feuillage très adapté à la sécheresse, les allocasuarina prospérent dans des sols très pauvres et semi-arides. Toutefois, ils sont beaucoup moins tolérants aux feux de brousse que les eucalyptus. 
Des espèces fossiles étroitement liées ont été découvertes datant du Gondwana.

## Liste des espèces d'Allocasuarina
| - Allocasuarina acuaria - Allocasuarina acutivalvis - Allocasuarina brachystachya - Allocasuarina campestris - Allocasuarina corniculata - Allocasuarina crassa - Allocasuarina decaisneana - Allocasuarina decussata - Allocasuarina defungens - Allocasuarina dielsiana - Allocasuarina diminuta - Allocasuarina distyla - Allocasuarina drummondiana - Allocasuarina duncanii - Allocasuarina emuina - Allocasuarina eriochlamys - Allocasuarina fibrosa - Allocasuarina filidens - Allocasuarina fraseriana - Allocasuarina glareicola - Allocasuarina globosa - Allocasuarina grampiana - Allocasuarina grevilleoides - Allocasuarina gymnanthera - Allocasuarina helmsii - Allocasuarina huegeliana - Allocasuarina humilis - Allocasuarina inophloia - Allocasuarina lehmanniana - Allocasuarina littoralis | - Allocasuarina luehmannii (buloke) - Allocasuarina mackliniana - Allocasuarina media - Allocasuarina microstachya - Allocasuarina misera - Allocasuarina monilifera - Allocasuarina muelleriana - Allocasuarina nana - Allocasuarina ophiolitica - Allocasuarina paludosa - Allocasuarina paradoxa - Allocasuarina pinaster - Allocasuarina portuensis - Allocasuarina pusilla - Allocasuarina ramosissima - Allocasuarina rigida - Allocasuarina robusta - Allocasuarina rupicola - Allocasuarina scleroclada - Allocasuarina simulans - Allocasuarina spinosissima - Allocasuarina striata - Allocasuarina tessellata - Allocasuarina thalassoscopica - Allocasuarina thuyoides - Allocasuarina tortiramula - Allocasuarina torulosa - Allocasuarina trichodon - Allocasuarina verticillata - Allocasuarina zephyrea |